# Estil cortesà de la pintura gòtica

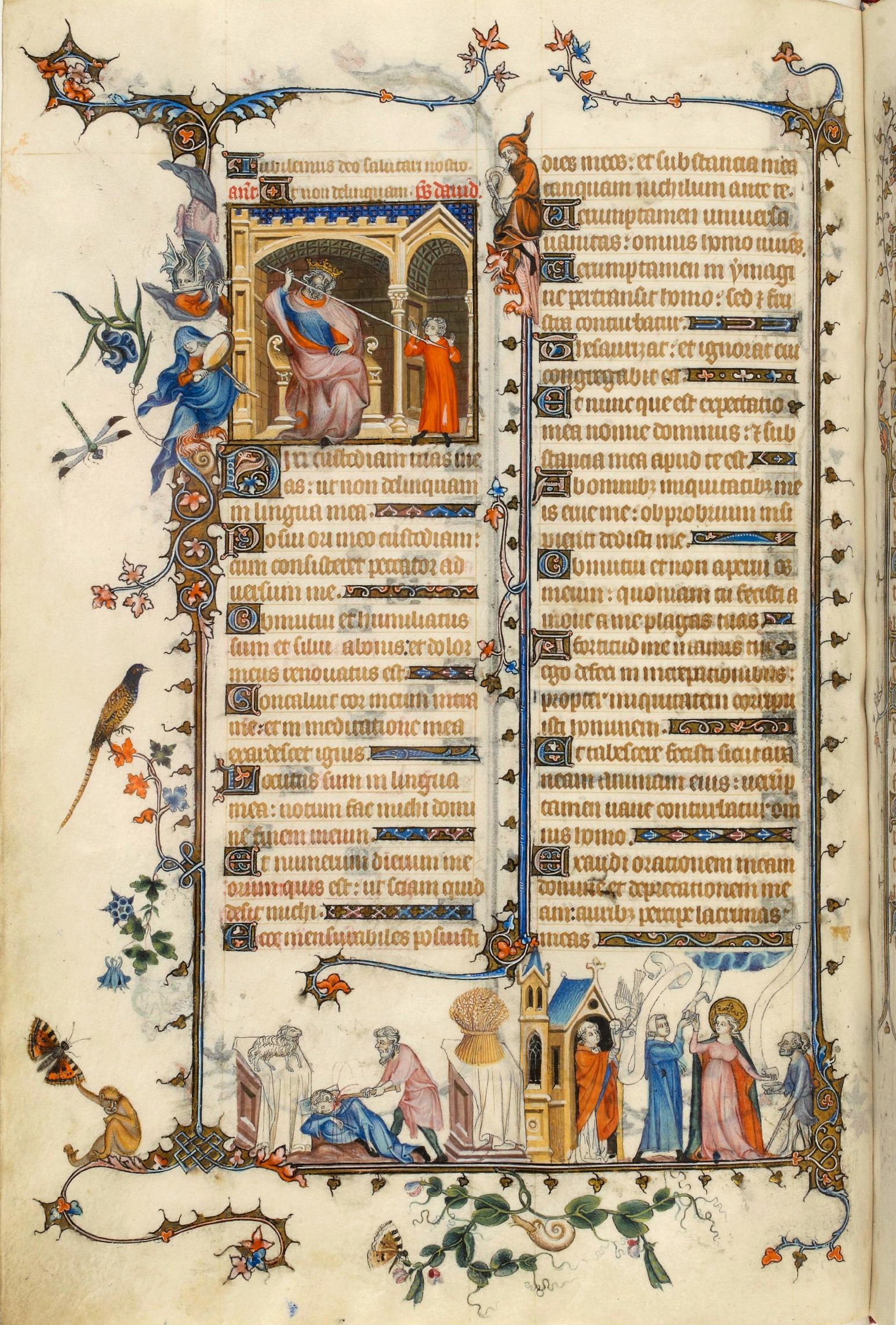
Jean de Pucelle. David i Saul. Pàgina del Breviari de Belleville, vers 1323-26, Biblioteca Nacional, París

L'estil cortesà de la pintura gòtica correspon a l'etapa que es desenvolupà principalment a França, entre els segles xiii i el primer terç del segle xiv. Fou un art elitista, propi de les classes privilegiades, que no se sentien reflectides per l'art de les catedrals i cerquen un art més exclusiu, que proclami llur prestigi i posició. Les manifestacions d'aquest art, del gust de la noblesa cortesana i dels burgesos rics, es concretarà en peces petites, estatuetes, petites taules pintades dels altars domèstics i, sobretot, dels llibres il·lustrats amb belles miniatures.
La tendència de la pintura vers un major realisme i el gust pels detalls elegants i delicats es conjuga amb la profusió de temes profans, extrets de la literatura de l'època amb l'exaltació del femení en la poesia i dels valors de la cavalleria en la novel·la.
El retrat autèntic de personatges reals és una de les innovacions d'aquesta etapa que, en l'ordre estrictament pictòric, representà l'abandó progressiu de la rigidesa pròpia de la pintura romànica, per adoptar progressivament, sota la influència de la pintura italiana del Trecento, un naturalisme cada cop més acusat.
Si es llegeixen les descripcions presents en els poemes i en les novel·les de cavalleries referides a la decoració dels castells, els vestits de les dames, etc., es constata com l'art de les taules, retaules i frescos propis de la decoració cortesana estava realment molt estès durant els segles xiii i xiv per tot Europa. En el Roman de la Rose (1270) es descriuen: cavallers armats sobre bells cavalls coberts d'escuts blaus, grocs i verds, així com diversions galants, dames vestides elegantment..., etc. Les brillants escenes cortesanes dels llibres de les hores de l'inici del segle xiv assenyalen el punt culminant de l'art o estil cortesà, que fou el primer pilar de l'estil gòtic internacional.

## Estil cortesà delseglexiiia França
Durant la segona meitat del segle xiii, la cort del rei de França conservava moltes normes i regles de la tradició carolíngia, entre altres el mecenatge de les arts. En plena etapa clàssica de l'arquitectura i de l'escultura gòtica, el rei sant Lluís havia encarregat a l'escola dels miniaturistes de París una sèrie de llibres il·lustrats, entre els quals l'anomenat Salteri de sant Lluís (1253-1270), que actualment es conserva a la Biblioteca Nacional de França.
Veient les imatges del llibre esmentat, per exemple les escenes de Jefté i les seves filles, es pot apreciar la diferència de nivell que havia assolit l'escultura gòtica en el seu apogeu, i amb obres com la porta de Sant Esteve de la catedral de Notre Dame de París o les figures de l'interior del portal occidental de la catedral de Reims respecte al nivell de les miniatures, les quals encara evidenciaven una composició en superfície pròpia de la pintura romànica. Les miniatures d'aquest llibre tenen molt en comú amb les vidrieres: el contorn delineat i enèrgic que envolta les figures, les arquitectures dibuixades i les franges ornades amb diferents figuracions d'arabescs o greques que envolten l'escena. Però els cossos de les figures són allargats i flexibles, els gestos són vertaders, malgrat que encara són eurítmics, és a dir, acomodats a la composició i al marc arquitectònic.

## Estil cortesà delseglexiva Europa
El Salteri de la reina Maria (1310, Biblioteca Britànica) és un llibre extraordinari que mostra la reacció dels miniaturistes anglesos contra la influència de l'escola de París. La pàgina de la miniatura que representa Jesús conversant amb els doctors mostra l'escena principal amb els personatges estilitzats on destaca un traç lleuger, com esbossat, que és equivalent al traç de les pàgines no il·luminades, és a dir, sense color, del llibre. Per crear la il·lusió de volum en els cossos, els plecs de la roba s'omplen de mitjos tons, els rostres i membres dels personatges, llurs gestos, així com la composició i els fons d'arquitectures són encara convencionals. El més sorprenent d'aquesta pàgina es troba al marge inferior, on s'ha afegit una escena que representa la cacera d'ànecs amb falcó. Es tracta d'una escena profana que res té a veure amb el tema sagrat de la miniatura de dalt. El realisme d'aquesta escena no és convencional, és diferent, ja que segurament està basat en l'observació de la realitat, és a dir, basat en apunts del natural.